# Ovgos
L'Ovgos (in greco Οβγός?; in turco Dardere) (o Obgos) è un fiume di Cipro, nel distretto di Nicosia, lungo circa 34 km. Attraversa la pianura centrale occidentale di Cipro (bacino di Morfou) e si unisce al fiume Serrachis a nord-ovest della città di Morfou.

## Corso del fiume
L'Ovgos ha due letti di flusso: uno proviene dal sud del villaggio di Fotta ad un'altitudine di 210 metri, e l'altro dall'ovest dell'Aeroporto Internazionale di Nicosia ad un'altitudine di 200 metri. I due letti di flusso, a nord del villaggio di Mammari, si uniscono in un unico flusso che è alimentato da altri torrenti e fiumi nel suo percorso.

## Geologia
Dalla sua sorgente alla confluenza con il Serrachis, l'Ovgos scorre sui depositi alluvionali dei terrazzi, sui depositi del flysch di Kythrea,  sui depositi della formazione Athalassa (arenarie calcaree e sabbie) e sui depositi alluvionali recenti dell'olocene.
I tipi di suoli che si sono sviluppati sulle rocce del percorso sono xerogeni, grigio-rossastri e alluvionali.

## Clima e agricoltura
Il bacino dell'Ovgos riceve annualmente precipitazioni che variano tra i 300 e 400 mm: i prodotti dei terreni lungo la valle comprendono cereali, piante nomadi, verdure e agrumi.

## Insediamenti
I principali villaggi vicino al fiume sono Chrysiliou, Kyra e Fyllia.
A circa un chilometro a est del villaggio di Chrysiliou, è stata costruita sul fiume una diga in terra con una capacità di 845 000 m3, il cui scopo è quello di arricchire la falda acquifera sotterranea e irrigare un'area di terreno di circa 850 ettari per la coltivazione di agrumi.